# David Keilin
David Keilin, född 21 mars 1887, död 27 februari 1963, var en brittisk biokemist.
David Keilin blev professor i biologi vid universitetet i Cambridge 1931. År 1939 erhöll han Royal Medal för förtjänster på biokemins och entomologins områden.